# Baqueu el Vell
Baqueu el Vell (en llatí Baccheius, en grec antic Βακχείος ὁ γέρων) va ser l'autor d'un tractat curt de música en forma de catecisme anomenat εἰσαγωγή τέχνης μουσικῆς ('Eisagogé technos mousikes', Introducció a la tècnica musical) considerada una obra força clara, que exposava els principals temes i arguments sobre el ritme i l'harmonia.
La seva biografia no és coneguda. Va viure probablement al segle iii aC. Se suposa no obstant, que degué viure en l'època de Constantí I el Gran, a jutjar per un epigrama inserit en un dels dos tractats que se li atribueixen.

## Obres
El primer tractat és una espècie de catecisme, amb preguntes i respostes, i en el que es tracta, segons els principis d'Aristoxen, de generalitats tals com els sons, intervals, tons, sistemes i també quelcom de ritme. En aquest tractat, al revés del que passa en tots els altres escrits musicals antics, els sons melòdics no estan expressats literalment sinó pels signes corresponents de la doble notació vocal i instrumental, que, a partir de principis del segle ii, va ser l'únic vestigi de la notació general anomenada de Pitàgores. El segon tractat conegut, respon a la idea general que de la música tenia aquest matemàtic, és a dir, a la deficiència de l'oïda, així com dels altres sentits, per apreciar exactament els sons; és, per tant, una enunciació de teoremes relatius als intervals calculats sobre el cànon harmònic.
D'aquests tractats se'n han fet diverses edicions. La més important és Bacchii Senioris iatromathematici isagoge sive introductiva metho. ad musicam per dialogismum (París, 1623). A més hi ha un manuscrit a la Biblioteca de l'Escorial i una altra a la Biblioteca Nacional de París. Del segon tractat hi ha una sola edició: Anonymi scriptio de musica: Bacchii Senioris Introductio artis musicae (Berlín, 1841). El fet que en aquest manuscrit s'hi trobés la inscripció Bachini Senex ha induït a creure a alguns autors que es tracta d'un altre Baqueu: però com que no hi ha cap dada que provi la seva existència, pot indicar senzillament que va fer algunes obres quan era més jove.